# Diocesi di Cidramo
La diocesi di Cidramo (in latino: Dioecesis Cidramena) è una sede soppressa del patriarcato di Costantinopoli e una sede titolare della Chiesa cattolica.

## Storia
Cidramo, identificabile con le rovine nei pressi di Bucak nell'odierna Turchia, è un'antica sede episcopale della provincia romana della Caria nella diocesi civile di Asia. Faceva parte del patriarcato di Costantinopoli ed era suffraganea dell'arcidiocesi di Stauropoli.
La diocesi è documentata nelle Notitiae Episcopatuum del patriarcato di Costantinopoli fino al XII secolo con il nome di Kindrama. Michel Le Quien tuttavia non vi attribuisce alcun vescovo, motivo per cui nella sua opera Oriens christianus in quatuor Patriarchatus digestus non vi è menzione di questa diocesi. In effetti in nessun concilio ecumenico del primo millennio cristiano appare un vescovo della sede di Kindrama.
Studi recenti assegnano a questa antica diocesi due vescovi. Tra i padri che presero parte al concilio di Costantinopoli del 553 figura, tra i vescovi della Caria, Elpidoforo di Anastasiopoli. Questa città non appare mai nelle Notitiae tra quelle della Caria, indizio, secondo Destephen, che la città aveva un altro nome nei documenti ecclesiastici. Anastasiopoli, citata nel Synecdemus di Ierocle nella parte orientale della Caria, è stata identificata da Ramsay con la Cidramo citata nelle Notitiae episcopali del patriarcato costantinopolitano. Elpidoforo sarebbe perciò il primo dei vescovi attribuibili a questa diocesi.
Al concilio di Costantinopoli dell'879-880 che riabilitò il patriarca Fozio prese parte Simeone, che Mansi indica come vescovo Κρεδαμου (Kredamou) e che Le Quien assegna alla diocesi di Ceramo. Secondo Ruggieri, il termine Kredamou andrebbe interpretato come Kedramou, assegnando così Simeone alla diocesi di Cidramo. Tuttavia lo stesso autore, seguendo la cronotassi di Le Quien, assegna Simeone anche alla sede di Ceramo.
Dal 1933 Cidramo è annoverata tra le sedi vescovili titolari della Chiesa cattolica; la sede è vacante dal 31 marzo 1970. Il suo ultimo titolare è stato Anastasio Granados García, vescovo ausiliare di Toledo.

## Cronotassi

### Vescovi greci
- Elpidoforo † (menzionato nel 553)
- Simeone † (menzionato nell'879)

### Vescovi titolari
- Francisco Miranda Vicente † (21 luglio 1951 - 13 marzo 1960 deceduto)
- Anastasio Granados García † (30 aprile 1960 - 31 marzo 1970 nominato vescovo di Palencia)